# Mina Siglo XX
La mina Siglo XX es una mina de estaño de Bolivia, que se encuentra en la localidad de Llallagua de la provincia de Rafael Bustillo, en el departamento de Potosí. Junto a la mina Catavi forma parte de un complejo minero.

## Historia
Fue adquirida en la década de 1910 por Simón Iturri Patiño, conocido como uno de los tres Barones del Estaño. La mina fue nacionalizada después de la Revolución de 1952 en Bolivia, cuando la junta militar fue derrocada. Tanto Siglo XX como otras minas fueron colocadas bajo el control de una nueva agencia estatal, la Corporación Minera de Bolivia (COMIBOL). El complejo Catavi-Siglo XX se convirtió en el mayor componente de la COMIBOL.
El 24 de junio de 1967, las tropas del gobierno bajo las órdenes del general René Barrientos y una nueva junta militar marcharon sobre la mina y cometieron la mayor masacre de trabajadores en la historia de Bolivia, conocida como la Masacre de San Juan. Uno de los testigos y posteriormente exiliado, Víctor Montoya, contabilizó las bajas en veinte muertos y setenta heridos. El incidente fue la base para el drama de 1971 del cineasta Jorge Sanjinés El coraje del pueblo.
El 1987, como parte de un acuerdo de reestructuración económica con el FMI y el Banco Mundial, el gobierno cerró la producción de la mina. Actualmente las operaciones mineras se llevan a cabo por miembros de varias grandes cooperativas que trabajan de forma independiente o en pequeños grupos.

## Mineralogía
Muchos son los minerales que se pueden encontrar a la mina siglo XX. Han sido descritas más de un centenar de especies minerales válidas, de entre las cuales seis han sido descubiertas en la mina.
| Nombre       | Fórmula                     |
| Ferrivauxita | Fe3+A el2(PO4)2(OH)3 · 5H2O |
| Jeanbandyita | (Fe3+,Mn2+)Sn4+(OH,O)6      |
| Metavauxita  | Fe2+A el2(PO4)2(OH)2 · 8H2O |
| Paravauxita  | Fe2+A el2(PO4)2(OH)2 · 8H2O |
| Sigloïta     | Fe3+A el2(PO4)2(OH)3 · 7H2O |
| Vauxita      | Fe2+A el2(PO4)2(OH)2 · 6H2O |

## Personajes vinculados al sindicalismo minero
- Domitila Barrios de Chungara (Dirigente del Comité de Amas de Casa)
- Gilberto Bernal (Dirigente sindical)
- Isaac Camacho (Dirigente sindical)
- Federico Escobar Zapata (Sindicalista minero)
- Filemón Escóbar (Sindicalista minero, ideólogo de izquierda y fundador del MAS)
- Gregorio Iriarte (Sacerdote, escritor y director de Radio Pio XII)
- César Lora (Sindicalista minero)
- Irineo Pimentel Rojas (Dirigente sindical)